# 卡斯蒂利亚港
卡斯蒂利亚港（西班牙語：Puerto Castilla）是西班牙卡斯蒂利亚-莱昂阿维拉省的一个市镇。 总面积43km2, 总人口143人（2001年），人口密度3人/km2。